# Scinax kennedyi
Scinax kennedyi là một loài ếch trong họ Nhái bén.
Nó được tìm thấy ở Colombia và Venezuela.
Các môi trường sống tự nhiên của chúng là xavan ẩm, đồng cỏ khô nhiệt đới hoặc cận nhiệt đới vùng đất thấp, đồng cỏ nhiệt đới hoặc cận nhiệt đới vùng ngập nước hoặc lụt theo mùa, đầm nước ngọt, đầm nước ngọt có nước theo mùa, suối nước ngọt, và vùng đồng cỏ. Loài này đang bị đe dọa do mất môi trường sống.